# 亀井俊明
亀井 俊明（かめい としあき、1943年（昭和18年）7月25日 - ）は、日本の政治家。実業家。元鳴門市長（2期）、元徳島県議会議員。

## 経歴
徳島県鳴門市出身。1967年、徳島大学工学部卒業。同年に亀井組代表取締役に就任。1979年、鳴門土地開発代表取締役に就任。
1987年、徳島県議会議員に出馬し当選。1999年、鳴門市長選に出馬し当選、2007年まで務めた。